# Порт-Хакинг
Порт-Хакинг (англ. Port Hacking) — залив в Австралии.
Залив является эстуарием реки Хакинг. Порт-Хакинг разделяет пригороды Южного Сиднея и Королевского национального парка. На востоке залив Порт-Хакинг соединяется с заливом Бейт, севернее расположен Ботанический залив.